# 霍耶-措斯楚普铁路
霍耶-措斯楚普铁路（丹麦语：Høje Taastrup-banen）是丹麦首都大区的一条铁路线路，仅由丹麦国家铁路下属的哥本哈根市郊铁路使用，无货运业务。全线大致呈东西走向，东起哥本哈根火车总站，西至霍耶-措斯楚普站。霍耶-措斯楚普铁路由曾为四线铁路的西兰岛西线铁路哥本哈根火车总站⟷霍耶-措斯楚普站部分中的两线改建而来。现时霍耶-措斯楚普铁路较比西兰岛西线铁路哥本哈根火车总站⟷霍耶-措斯楚普站部分站距更小，即所有西兰岛西线铁路哥本哈根火车总站⟷霍耶-措斯楚普站部分所属的车站均为霍耶-措斯楚普铁路所属的车站，但部分霍耶-措斯楚普铁路所属的车站不是西兰岛西线铁路所属的车站。
霍耶-措斯楚普铁路和主线铁路西兰岛西线铁路虽均由丹麦国家铁路运营，且并列布置，但两者电气化制式并不相同。包括霍耶-措斯楚普铁路在内的由哥本哈根市郊铁路所使用的铁路线路采用直流1650伏架空电缆供电，而包括西兰岛西线铁路在内的丹麦国家铁路所属的主线铁路采用交流25千伏50赫兹 架空电缆供电，而这使得两者的电气化火车难以通用，哥本哈根市郊铁路的轨道亦与主线铁路相对独立。
因霍耶-措斯楚普铁路由曾为四线铁路的西兰岛西线铁路哥本哈根火车总站⟷霍耶-措斯楚普站部分改建而来，且同样由丹麦国家铁路运营，故也有资料将霍耶-措斯楚普铁路视为西兰岛西线铁路的一部分。

## 运营中车站
| 站名             | 里程     | 途径哥本哈根市郊铁路线路 |
| ---------------- | -------- | ------------------------ |
| 哥本哈根火车总站 | 0千米    |                          |
| 迪伯尔桥站       | 0.9千米  |                          |
| 嘉士伯站         | 2.6千米  |                          |
| 瓦尔比站         | 3.9千米  |                          |
| 丹斯霍伊站       | 5.3千米  |                          |
| 维兹奥勒站       | 6.3千米  |                          |
| 勒藻勒站         | 7.4千米  |                          |
| 东布伦比站       | 8.5千米  |                          |
| 格洛斯楚普站     | 11.2千米 |                          |
| 阿尔贝特斯隆站   | 14.1千米 |                          |
| 措斯楚普站       | 17.4千米 |                          |
| 霍耶-措斯楚普站  | 19.5千米 |                          |

注1：“站名”一栏为灰色背景的车站同时为主线铁路车站，同时有主线铁路列车与哥本哈根市郊铁路列车停靠。
注2：“站名”一栏为粉红色背景的车站仅供哥本哈根市郊铁路使用。
注3：目前在格洛斯楚普站停靠的客运列车仅包括哥本哈根市郊铁路列车，但仍有在主线铁路上运行的货运列车停靠格洛斯楚普站。

## 历史
霍耶-措斯楚普铁路的前身是1847年通车的“哥本哈根—罗斯基勒铁路”。“哥本哈根—罗斯基勒铁路”是丹麦第一条铁路，现分属西兰岛西线铁路和霍耶-措斯楚普铁路。
1934年，为配合哥本哈根市郊铁路，当时为的西兰岛西线铁路哥本哈根火车总站⟷恩海沃站路段中的两条股道进行电气化改造并专供哥本哈根市郊铁路使用、恩海沃站⟷瓦尔比站路段中的一条股道进行电气化改造并专供哥本哈根市郊铁路使用。1941年，恩海沃站⟷瓦尔比站的铁路线增加一条供哥本哈根市郊铁路使用的电气化股道，此时哥本哈根火车总站⟷瓦尔比站的铁路线共计拥有两条条供哥本哈根市郊铁路使用的电气化股道。1953年，哥本哈根市郊铁路自瓦尔比站西延至格洛斯楚普站。1953年至1963年间，维兹奥勒站⟷格洛斯楚普站路段仅有一条股道供哥本哈根市郊铁路使用。1963年该路段增加一条供哥本哈根市郊铁路使用的股道并再次西延至措斯楚普站，之后的措斯楚普站附近还设有“哥本哈根市郊铁路措斯楚普车厂”。
1963年至1986年间，措斯楚普站是哥本哈根市郊铁路列车和主线铁路列车的换乘站。1986年霍耶-措斯楚普站建成后，位于措斯楚普站的2.1千米外霍耶-措斯楚普站成为了哥本哈根市郊铁路列车和主线铁路列车的换乘站，措斯楚普站成为了仅供哥本哈根市郊铁路使用的车站。当时新建的大型火车站——霍耶-措斯楚普站，是当地城市扩张工程的一部分，不过这一开发区至今仍未达到当时规划中的规模。
2000年时曾有计划将哥本哈根市郊铁路网络继续西延至罗斯基勒站，这一规划于2002年5月被否决。不过截至2006年，官方仍在进行相关研究。